# Griselinia
Genre
Classification phylogénétique
Griselinia est un genre de plantes à fleurs dicotylédones de la famille des Cornaceae ou des Griseliniaceae selon les classifications. Ce sont des petits arbres ou des arbustes grimpants, parfois épiphytes, des régions tempérées de l'hémisphère sud, originaires de Nouvelle-Zélande et du sud de l'Amérique du Sud.

## Taxonomie
En classification de Cronquist (1981), ce genre est inclus dans la famille Cornaceae.
En classification phylogénétique APG II (2003), le genre est élevé au rang de famille, Griseliniaceae.

## Liste des espèces
Selon NCBI (12 Jul 2010) :
- genre Griselinia
  - Griselinia carlomunozii
  - Griselinia jodinifolia
  - Griselinia littoralis
  - Griselinia lucida
  - Griselinia racemosa
  - Griselinia ruscifolia
  - Griselinia scandens